# Passiflora manicata
Passiflora manicata je biljna vrsta iz porodice Passifloraceae.
Spada u nadsekciju (supersectio) Coccineae, zajedno s vrstama Passiflora miniata, Passiflora arta, Passiflora coccinea, Passiflora compar, Passiflora curva, Passiflora aimae, Passiflora quadriglandulosa, Passiflora tecta i Passiflora vitifolia.